# 北内幌駅
座標: 北緯46度34分36秒 東経141度49分15秒 / 北緯46.57667度 東経141.82083度
北内幌駅（きたないほろえき）は、かつて樺太本斗郡内幌町に存在した南樺太炭鉱鉄道の駅である。

## 歴史
- 1934年（昭和9年）12月1日：開業[1]。
- 1945年（昭和20年）
  - 3月：南樺太炭鉱鉄道は帝国燃料興業株式会社に合併されて、帝国燃料興業内幌線の駅となる。
  - 8月：ソ連軍が南樺太へ侵攻、占領し、駅を含め全線がソ連軍に接収される。
- 1946年4月1日：ソ連国鉄に編入。

## 運行状況
- 本斗駅 - 内幌炭山駅間で1日4往復していた。

## 隣の駅
南樺太炭鉱鉄道
気主駅 - 北内幌駅 - 内幌駅